# تفاضل گل
تفاضُل گل تفاوت گل‌های زده و گل‌های خوردهٔ یک تیم است در یک دوره از مسابقات که در تعیین تیم برتر یا تیم صعودکننده به مرحلهٔ نهایی در شرایط تساوی ملاک تصمیم‌گیری می‌تواند باشد.
در ورزش‌هایی مانند فوتبال و هاکی روی یخ، تفاضل گل معمولاً به عنوان اولین معیار برای رده‌بندی تیم‌هایی است که یک لیگ را با امتیاز مشابه به پایان رسانده‌اند.
در شرایطی که امتیازها و تفاضل گل دو تیم برابر باشد، غالباً از عامل «گل زده» به عنوان دومین معیار برای تعیین تیم برتر استفاده می‌شود، به گونه‌ای که تیم با گل زدهٔ بیشتر در ردهٔ بالاتری قرار می‌گیرد. معیارهای دیگری که در چنین شرایطی از آن‌ها استفاده می‌شود شامل ملاک قرار دادن بازی رو در رو دو تیم، برگزاری یک مسابقهٔ پلی‌آف یا پرتاب یک سکه است در ای حال اگر تفاضل گل هردوتیم یکی باشد کارت‌های زرد و قرمز بیشتری که یکی از تیم‌ها دریافت کرده‌است ملاک قرار می‌گیرد.
گل‌آوراژ (به انگلیسی: Goal average) عامل دیگری است که سابقاً به جای تفاضل گل از آن استفاده می‌شد. گل‌آوراژ - که عبارت بود از حاصل تقسیم گل‌های زده شده بر گل‌های خورده شده - از جام جهانی ۱۹۷۰ مکزیک و نیز از فصل ۱۹۷۷–۱۹۷۶ لیگ فوتبال انگلیس جای خود را به عامل تفاضل گل داد.

## تفاوت دو عامل تفاضل گل و گل‌آوراژ
استفاده از هر کدام از این دو عامل، می‌تواند منجر به حاصل شدن نتایج متفاوتی شود. فرض کنید در بازی‌های یک لیگ، نتایج زیر به دست آمده‌است:
| تیم الف | ۳–۰ | تیم ب |
| ------- | --- | ----- |
|         |     |       |

| تیم ب | ۶–۰ | تیم ج |
| ----- | --- | ----- |
|       |     |       |

| تیم الف | ۰–۱ | تیم ج |
| ------- | --- | ----- |
|         |     |       |

اگر عامل گل‌آوراژ به عنوان ملاک قرار گرفته شود، تیم الف به قهرمانی می‌رسد و جدول به این شکل در می‌آید:
| تیم     | امتیاز | بازی | برد | تساوی | باخت | گل زده | گل خورده | گل‌آوراژ |
| ------- | ------ | ---- | --- | ----- | ---- | ------ | -------- | ------- |
| تیم الف | ۳      | ۲    | ۱   | ۰     | ۱    | ۳      | ۱        | ۳       |
| تیم ب   | ۳      | ۲    | ۱   | ۰     | ۱    | ۶      | ۳        | ۲       |
| تیم ج   | ۳      | ۲    | ۱   | ۰     | ۱    | ۱      | ۶        | ۰٫۱۶۶۷  |

اما اگر تفاضل گل به عنوان ملاک قرار گیرد، تیم ب به قهرمانی می‌رسد و جدول به این شکل در می‌آید:
| تیم     | امتیاز | بازی | برد | تساوی | باخت | گل زده | گل خورده | تفاضل گل |
| ------- | ------ | ---- | --- | ----- | ---- | ------ | -------- | -------- |
| تیم ب   | ۳      | ۲    | ۱   | ۰     | ۱    | ۶      | ۳        | ۳+       |
| تیم الف | ۳      | ۲    | ۱   | ۰     | ۱    | ۳      | ۱        | ۲+       |
| تیم ج   | ۳      | ۲    | ۱   | ۰     | ۱    | ۱      | ۶        | ۵-       |

عامل تفاضل گل به این دلیل جایگزین عامل گل‌آوراژ شد که از انجام شدن بازی‌های کم‌گل جلوگیری شود. برای مثال، تیمی که ۷۰ گل بزند و ۴۰ گل بخورد، گل‌آوراژ پایین‌تری (۱٫۷۵۰) نسبت به تیمی که ۶۹ گل زده و ۳۹ گل خورده (با گل‌آوراژ ۱٫۷۶۹) دارد.